# تاریخ عظیمی
تاریخ عظیمی کتابی است که در قرن ششم ه‍.ق توسط علی التنوخی العظیمی نگارش شده‌است و تاریخ اسلام را به‌طور مختصر شرح داده و در باب تاریخ سلاجقه دارای اهمیت است. نقل رویدادها در کتاب موردنظر از آدم آغاز شده و پس از بیان سرگذشت پیامبران و فرمانروایان مشهور و همچنین زندگانی محمد بن عبدالله و خلفا، تا خلیفه المکتفی لامرالله را شرح داده‌است. بخش آخر کتاب با موضوع سلجوقیان دارای اطلاعاتی دست اول است. در کنار آن آگاهی‌های پیرامون مجادلات سلاجقه در آناتولی و فتح آناتولی و سوریه و مجادلات سلاجقه و امیرنشین‌ها با صلیبیون در آناتولی و همچنین نخستین امیرنشین‌ها از جمله زنگیان سوریه و دیگر اتابکان در کنار فعالیت‌هایشان، در اختیار خوانندهٔ اثر می‌گذارد.